# Samarin

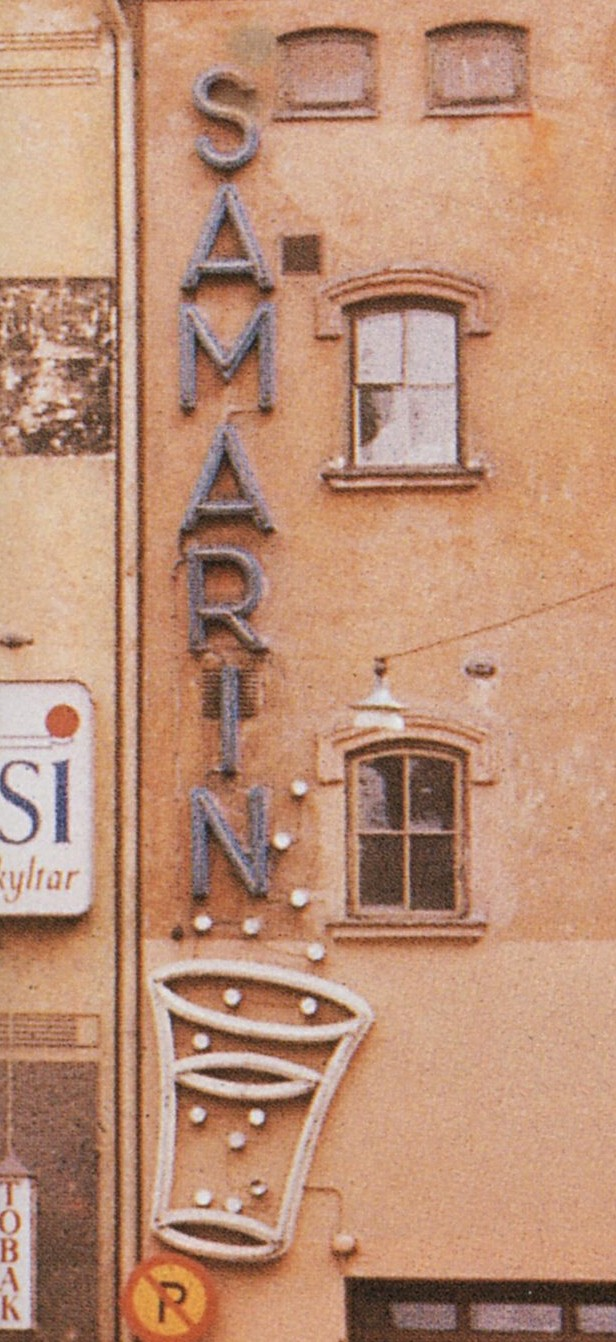
Samarinskylten i Stockholm 1962.

Samarin är ett naturläkemedel som traditionellt används vid tillfällig halsbränna och sur mage. Det tillhör gruppen antacida.
Samarin består till största delen av natriumvätekarbonat och neutraliserar en liten mängd magsyra. Samarin Antacid innehåller även kalciumkarbonat vilket ger en bättre syraneutraliserande effekt. Varken natriumbikarbonat eller kalciumkarbonat minskar produktionen av magsyra; för detta behövs protonpumpshämmare eller H2-blockerare.

## Historia
Samarin lanserades 1923 och har sedan dess varit ett av Cederroths viktigaste varumärken. Namnet anspelar, i likhet med hemsamarit, på Jesu liknelse om den barmhärtige samariern (Lukasevangeliet 10:25–32).